# London LGBTIQ+ Film Festival
London LGBTIQ+ Film Festival, tidigare känd som London Lesbian and Gay Film Festival, är den största hbtq-filmfestivalen i Europa. Den äger rum varje vår i London, England. Festivalen började 1986, då man visade hbtq-filmer på National Film Theatre under namnet "Gay's Own Pictures". Man bytte namn till "London Lesbian and Gay Film Festival" 1988. 